# Geodia erinacea
Espèce
Synonymes
- Cydonium erinaceum Lendenfeld, 1888 - protonyme
- Geodia (Cydonium) erinaceus (Lendenfeld, 1888)

Geodia erinacea est une espèce d'éponges de la famille des Geodiidae présente tout autour des côtes de l'Australie.

## Taxonomie
L'espèce est décrite par Robert Lendlmayr von Lendenfeld en 1888 sous le nom de Cydonium erinaceum.

## Publication originale
- (en) Lendenfeld, 1888 : « Descriptive Catalogue of the Sponges in the Australian Museum », Sidney. (Taylor & Francis: London). i-xiv, 1-260, pls 1-12.